# Zeuso

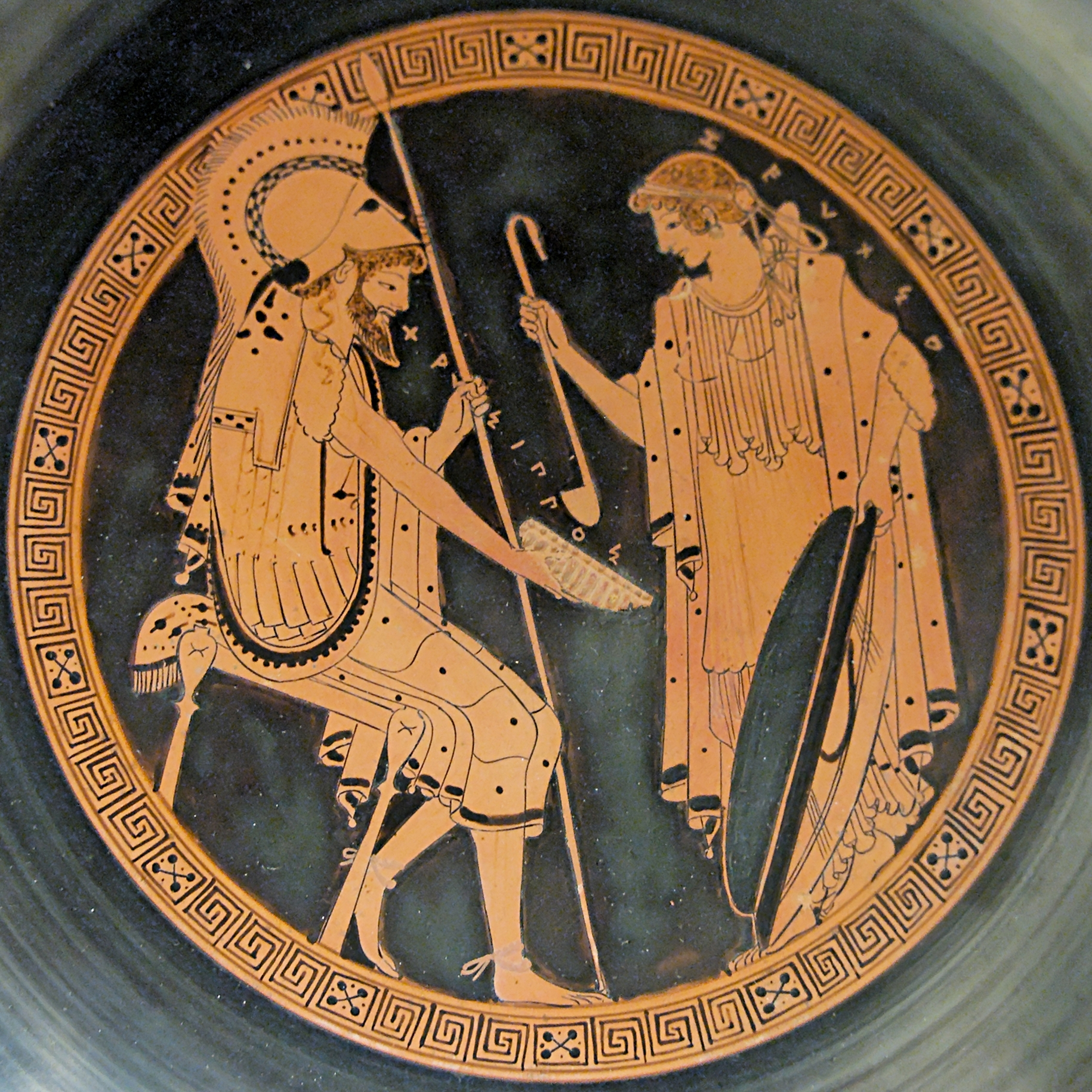
Zeuso versa il vino a Crisippo. Interno di una kylix a figure rosse, ca. 490-480 a.C. Capua.

Zeuso o Zeuxo (Ζευξώ) era nella mitologia greca una delle Oceanine, figlia del titano Oceano e della titanide Teti.
Menzionata da Esiodo in Teogonia 352.